# Liste der Naturdenkmale in Liebenau (Hessen)
Die Liste der Naturdenkmale in Liebenau (Hessen) nennt die auf dem Gebiet der Stadt Liebenau im Landkreis Kassel in Hessen gelegenen Naturdenkmale. Dies sind gegenwärtig Bäume an 10 Standorten sowie das Flächenhafte Naturdenkmal „Rosenberg“ bei Niedermeiser.

## Bäume
| Bild                          | Bezeichnung                     | Ortsteil, Lage                                          | Beschreibung | Art                | Nr.      |
| ----------------------------- | ------------------------------- | ------------------------------------------------------- | --- | ------------------ | -------- |
| mehr Fotos \| Fotos hochladen | 1 Kiefer                        | Haueda 51° 29′ 41,9″ N, 9° 14′ 46,4″ O                  | Gemeine Kiefer ca. 500 m nördlich des Ortsrandes von Haueda. Der Baum steht auf einer Weide, am Nordrand einem verbuschten Hanges oberhalb der K 63. Der untere Bereich des Stammes zeigt Scheuerspuren, wahrscheinlich von Weidetieren. Stammumfang: 3,55 m Höhe: 17 m Pflanzjahr: ca. 1855 – 1905 OSM-Link zur Kartendarstellung: Kiefer nördlich von Haueda | Pinus sylvestris   | 6.33.462 |
| mehr Fotos \| Fotos hochladen | 1 Eiche „Friedenseiche 1870/71“ | Lamerden, Sportplatzweg 51° 31′ 33,8″ N, 9° 19′ 37,6″ O | Stieleiche in der Ortsmitte von Lamerden. Der Baum steht am Sportplatzweg, direkt westlich an der Diemel. Als „Friedenseiche 1870/71“ erinnert er an den Deutsch-Französischen Krieg von 1870 bis 1871. Eine benachbarte Gaststätte trägt den Namen „An der Friedenseiche“. Der Sportplatzweg ist Bestandteil mehrerer Radwege und Wanderrouten, die somit direkt an der Eiche vorbeiführen. Stammumfang: 3,75 m (2005: 3,65 m) Höhe: 24 m Pflanzjahr: ca. 1875 OSM-Link zur Kartendarstellung: „Friedenseiche 1870/71“ in Lamerden | Quercus robur      | 6.33.463 |
| mehr Fotos \| Fotos hochladen | 1 Eiche „Spukeiche“             | Liebenau 51° 29′ 41,8″ N, 9° 19′ 4,1″ O                 | Stieleiche ca. 2 km östlich des Ortsrandes von Liebenau. Standort ist ein Waldrand, direkt südlich an der L 3213, an der Grenze zu Hofgeismar. Der Stamm der bizarren alten Eiche ist nach Norden offen und hohl. Stammumfang: 4,55 m (2005: 4,50 m) Höhe: 10 m Pflanzjahr: ca. 1755 OSM-Link zur Kartendarstellung: „Spukeiche“ östlich von Liebenau | Quercus robur      | 6.33.464 |
| mehr Fotos \| Fotos hochladen | 1 Linde                         | Niedermeiser 51° 27′ 32,7″ N, 9° 18′ 22,8″ O            | Sommerlinde in der Ortsmitte von Niedermeiser. Der Baum steht vor der Südostmauer des Kirchhofes, neben dessen Seiteneingang. An der Südseite des Stammes ist eine etwa 3 m lange, senkrechte Öffnung mit Ziegelsteinen ausgemauert. Neben der alten Linde, auf der anderen Seite des Zugangs zum Kirchhof, wurde ein junger Baum gepflanzt. Stammumfang: 4,10 m Höhe: 21 m Pflanzjahr: ca. 1855 OSM-Link zur Kartendarstellung: Linde am Kirchhof von Niedermeiser | Tilia platyphyllos | 6.33.465 |
| mehr Fotos \| Fotos hochladen | 1 Linde                         | Niedermeiser 51° 27′ 37,8″ N, 9° 18′ 21″ O              | Sommerlinde am nördlichen Ortsrand von Niedermeiser. Standort ist der Friedhof, der Baum steht an dessen östlichem Zugang. Stammumfang: 5,05 m Höhe: 21 m Pflanzjahr: ca. 1855 OSM-Link zur Kartendarstellung: Linde auf dem Friedhof von Niedermeiser | Tilia platyphyllos | 6.33.466 |
| mehr Fotos \| Fotos hochladen | 1 Eiche „Friedenseiche 1870/71“ | Niedermeiser 51° 27′ 30″ N, 9° 19′ 7,3″ O               | Stieleiche ca. 400 m östlich des Ortsrandes von Niedermeiser. Der Baum steht auf einer Wiese am Sportplatz. Als „Friedenseiche 1870/71“ erinnert er an den Deutsch-Französischen Krieg von 1870 bis 1871. An der Ostseite des Stammes hat die Eiche vor einiger Zeit einen großen Ast verloren. Stammumfang: 5,05 m Höhe: 26 m Pflanzjahr: ca. 1875 OSM-Link zur Kartendarstellung: „Friedenseiche 1870/71“ am Sportplatz von Niedermeiser | Quercus robur      | 6.33.469 |
| mehr Fotos \| Fotos hochladen | 1 Eiche                         | Ostheim 51° 30′ 17,3″ N, 9° 19′ 39,1″ O                 | Stieleiche ca. 200 m östlich des Ortsrandes von Ostheim. Der Baum steht im Wald südlich des Naturschutzgebietes Ostheimer Hute, etwa 10 m westlich eines Forstweges. Stammumfang: 3,40 m (2005: 3,20 m) Höhe: 18 m Pflanzjahr: ca. 1855 OSM-Link zur Kartendarstellung: Stieleiche im Wald östlich von Ostheim | Quercus robur      | 6.33.470 |
| mehr Fotos \| Fotos hochladen | 1 Eiche „Friedenseiche 1870/71“ | Ostheim 51° 30′ 34,9″ N, 9° 19′ 13,9″ O                 | Stieleiche am nördlichen Ortsrand von Ostheim, östlich der L 3210. Die „Friedenseiche“ erinnert an den Deutsch-Französischen Krieg von 1870 bis 1871. Direkt neben der Eiche steht ein Kriegerdenkmal, das die Gefallenen des Ortes in den folgenden Kriegen von 1914–18 und 1939–45 aufzählt. Stammumfang: 4,90 m Höhe: 20 m Pflanzjahr: ca. 1875 OSM-Link zur Kartendarstellung: „Friedenseiche 1870/71“ am Ortsrand von Ostheim | Quercus robur      | 6.33.471 |
| mehr Fotos \| Fotos hochladen | 2 Linden                        | Zwergen 51° 28′ 54,1″ N, 9° 17′ 36,4″ O                 | Winterlinden am westlichen Ortsrand von Zwergen. Die beiden Bäume stehen nebeneinander beim Schwimmbad, am Ende der Straße „Am Schwimmbad“. Unmittelbar südlich der beiden Linden, auf der anderen Straßenseite, steht auch eine alte Eiche. Die Straße „Am Schwimmbad“ ist Bestandteil mehrerer Radrouten und Wanderwege, die direkt an den Linden vorbeiführen. Die westliche Winterlinde: Stammumfang: 4,10 m (2005: 3,60 m) Höhe: 24 m Pflanzjahr: ca. 1855 – 1885 OSM-Link zur Kartendarstellung: die westliche Winterlinde am Schwimmbad von Zwergen Die östliche Winterlinde: Stammumfang: 3,95 m (2005: 3,60 m) Höhe: 24 m Pflanzjahr: ca. 1855 – 1885 OSM-Link zur Kartendarstellung: die östliche Winterlinde am Schwimmbad von Zwergen | Tilia cordata      | 6.33.472 |
| mehr Fotos \| Fotos hochladen | 1 Buche                         | Zwergen 51° 28′ 46″ N, 9° 17′ 30,9″ O                   | Rotbuche ca. 200 m südwestlich des Ortsrandes von Zwergen. Standort ist der Ostrand eines Waldstreifens im Sassental. Der Stamm des Baumes teilt sich bereits direkt über der Wurzel zu einem Zwillingsstamm. Ein Wirtschaftsweg, westlich der Buche, ist Bestandteil mehrerer Radrouten und Wanderwege, die nahe an dem Naturdenkmal vorbeiführen. Stammumfang gesamt: 4,55 m Stammumfänge einzeln: 2,40 m und 2,60 m Höhe: 19 m Pflanzjahr: ca. 1905 OSM-Link zur Kartendarstellung: Rotbuche mit Zwillingsstamm südwestlich von Zwergen | Fagus sylvatica    | 6.33.473 |

## Flächenhafte Naturdenkmale
| Bild           | Bezeichnung | Ortsteil, Lage                               | Beschreibung | Nr.      |
| -------------- | ----------- | -------------------------------------------- | --- | -------- |
| weitere Bilder | Rosenberg   | Niedermeiser 51° 28′ 12,6″ N, 9° 19′ 32,9″ O | Aufgelassener großer Basalt-Steinbruch mit mächtiger Felswand, nordöstlich von Niedermeiser. Das Naturdenkmal liegt im Wald, direkt südwestlich des Gipfels des Rosenberg, nördlich der L 3212. Der steilen Felswand vorgelagert ist eine Geröllhalde, die am Fuß mit Gehölzen bewachsen ist. Die Grundfläche des Geländes ist eben und offen. Südlich des Naturdenkmals und des Gipfels des „Rosenberg“ verläuft der regionale Wanderweg 1. Von dort führt ein Weg nach Nordosten, direkt auf die beeindruckende Felswand zu. In der Mitte des Weges zwischen Wanderweg und Naturdenkmal zweigt ein kleiner Pfad nach Norden ab, der den ehemaligen Steinbruch umgeht und zu einem Aussichtspunkt oberhalb der Steilwand führt. Fläche: ca. 2,8 ha OSM-Link zur Kartendarstellung: Basaltsteinbruch „Rosenberg“ bei Niedermeiser | 6.33.467 |

## Belege
1. ↑  Nach dem amtlichen Kataster der Unteren Naturschutzbehörde des Landkreises Kassel und vor Ort Recherche 2016 - Juli 2017.
2. ↑  Messung 2017-06-10 in h=1,30 m
3. 1 2 3 4 5 6 7 8 9 10 11  Angaben zu Stammumfang (sofern keine eigene Messung), Größe und Pflanzjahr nach Rüdiger Germeroth, Horst Koenies, Reiner Kunz: Natürliches Kulturgut - Vergangenheit und Zukunft der Naturdenkmale im Landkreis Kassel, Herausgeber: Kreisausschuss des Landkreises Kassel, Untere Naturschutzbehörde, Wolfhagen, 2005, Anhang "Bäume" S. 186 ff. Das Pflanzjahr wurde über das dort geschätzte Alter und das Erscheinungsjahr (2005) der Publikation zurückgerechnet.
4. ↑  Messung 2017-06-10 in h=1,30 m
5. ↑  Messung 2017-06-10 in h=1,30 m
6. ↑  Messung 2022-01-13 in h=1,30 m
7. ↑  Messung 2022-01-08 in h=1,30 m
8. ↑  Messung 2017-06-10 in h=1,30 m
9. ↑  Messung 2020-04-04 in h=1,30 m
10. ↑  Messung 2017-06-10 in h=1,30 m
11. ↑  Messung 2017-06-10 in h=1,30 m
12. ↑  Messung 2017-06-10 in h=1,30 m
13. ↑  Angaben nach Rüdiger Germeroth, Horst Koenies, Reiner Kunz: Natürliches Kulturgut - Vergangenheit und Zukunft der Naturdenkmale im Landkreis Kassel, Herausgeber: Kreisausschuss des Landkreises Kassel, Untere Naturschutzbehörde, Wolfhagen, 2005, Anhang "Flächenhafte Naturdenkmale" S. 162 ff.

- Karte mit allen Koordinaten:
- OSM |
- WikiMap